# 도트 매트릭스 디스플레이

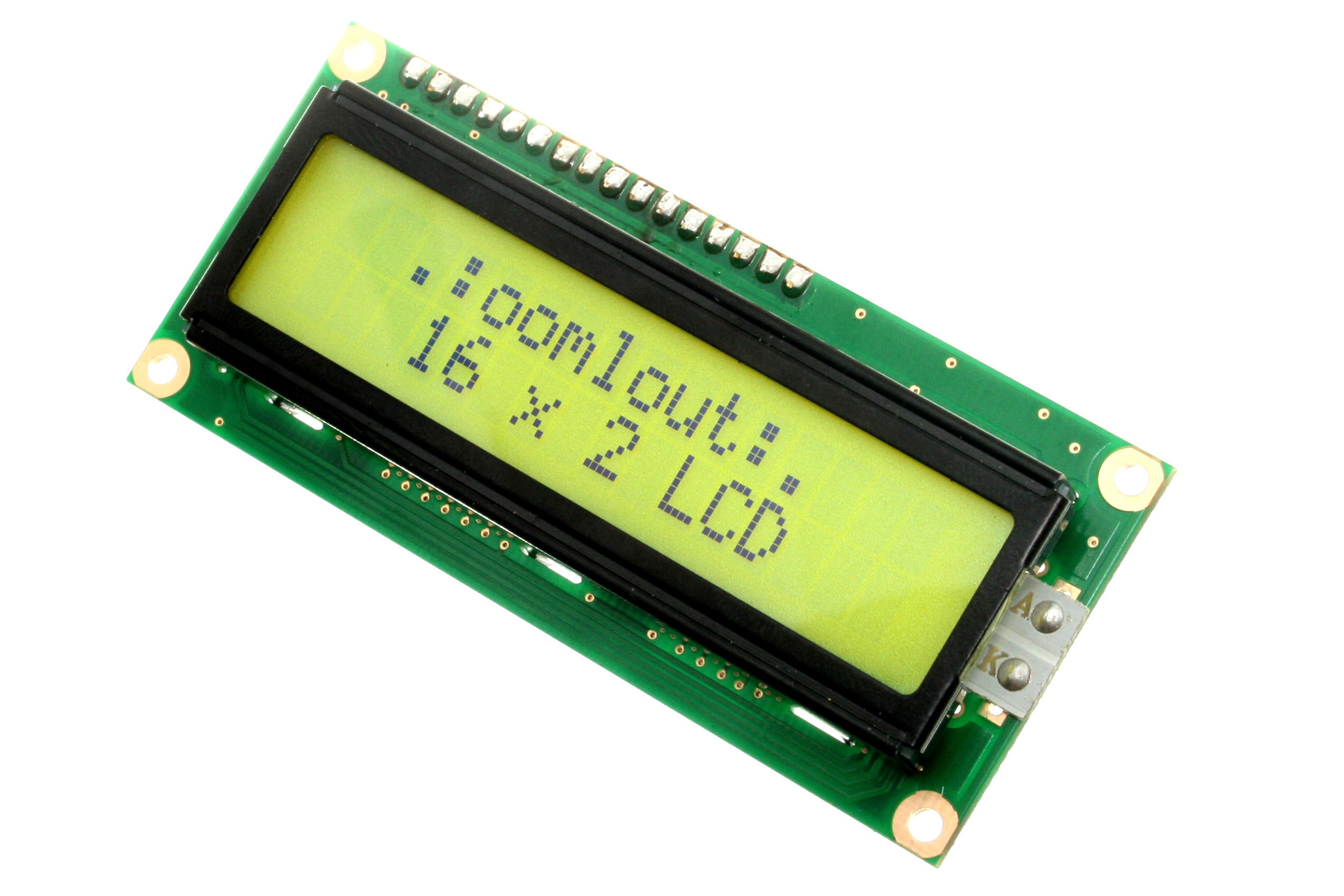
16x2 문자 도트 매트릭스 디스플레이, 각 문자는 5x7 도트 격자로 구성됨

도트 매트릭스 디스플레이(Dot-matrix display)는 시계, 계산기 및 제한된 해상도의 간단한 영숫자(및 그래픽) 디스플레이 장치를 필요로 하는 기타 여러 장치와 같은 기계에 정보를 표시하는 저비용 전자 디지털 디스플레이 장치이다.
디스플레이는 직사각형 구성(다른 모양도 가능하지만 흔하지는 않음)으로 배열된 빛 또는 기계식 지시기의 도트 매트릭스로 구성되어 선택된 도트를 켜거나 끔으로써 텍스트나 그래픽을 표시할 수 있다. 이러한 디스플레이는 일반적으로 LCD, OLED 또는 LED 기술을 사용하여 만들어진다. 도트 매트릭스 디스플레이 컨트롤러는 프로세서의 명령을 매트릭스의 개별 도트를 제어하는 신호로 변환하여 필요한 디스플레이를 생성한다.

## 역사
도트 매트릭스 디스플레이는 1925년 루돌프 헬에 의해 독일에서 도트 매트릭스가 만들어졌기 때문에 구식 용어인 "펑크트매트릭스 디스플레이"(독일어로 도트 매트릭스)로도 알려져 있다.
1977년 9월, 미국 육군은 웨스팅하우스 연구 개발 센터에 병사들이 현장에서 사용하는 기술에 더 효과적인 에너지원을 요청하는 양식을 작성했다. 일본과 미국은 1984년부터 2000년까지 카시오 TV를 개발하기 위해 LCD 매트릭스를 사용하여 다양한 디스플레이 설정을 만들고 실험했다. 1980년대와 1990년대에 도트 매트릭스 디스플레이는 텔레비전, 컴퓨터, 비디오 게임 시스템 및 핀볼 머신을 포함한 여러 기술에 도입되었다. 도트 매트릭스 디스플레이는 기술이 향상됨에 따라 LCD 또는 OLED 디스플레이의 배경 부분으로 새로운 기술 장비에 추가되었다.

## 픽셀 해상도

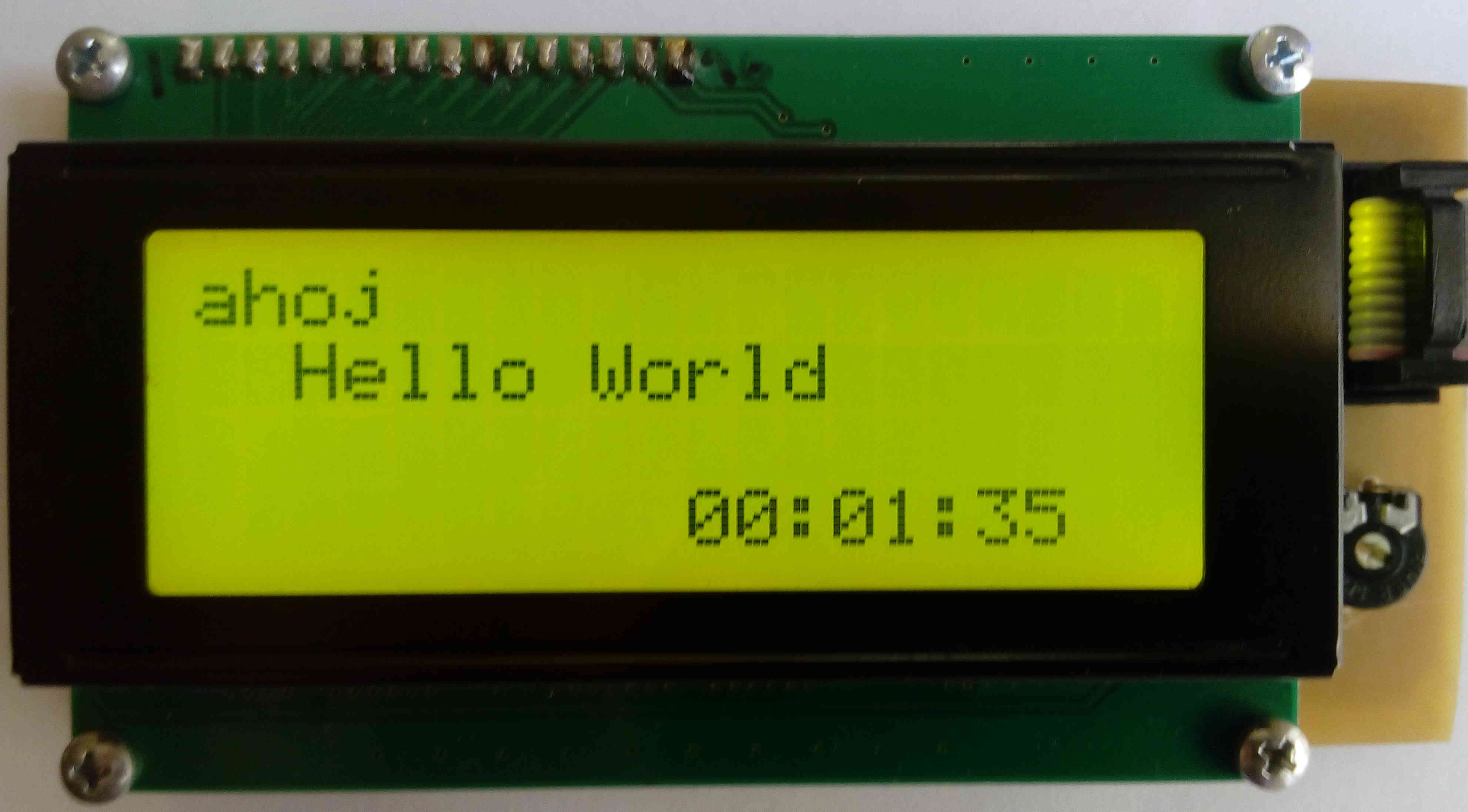
4줄 도트 매트릭스 LCD

일반적인 도트 매트릭스 디스플레이 크기:
- 128×16 (2줄)
- 128×32 (4줄)
- 128×64 (8줄)

다른 크기:
- 92×31 (4줄 또는 3줄)

## 문자 해상도
- 문자당 일반적인 크기는 5×7 픽셀이며, 대부분의 텍스트 전용 디스플레이에서는 점이 없는 빈 줄로 구분되거나, 빈 픽셀 줄(실제 크기는 6×8)로 구분된다. 이는 카시오 계산기나 TI-82 및 상위 기종과 같은 대부분의 그래프 계산기에서 볼 수 있다. 또한 일부 엘리베이터 층수 표시기와 로직 캐비닛에서도 볼 수 있다. (쉰들러 FI MXB/MXV 인디케이터 및 미코닉 MX-GC 캐비닛)
- 더 작은 크기는 3×5 (또는 빈 픽셀로 구분할 경우 4×6)이다. 이는 TI-80 계산기에서 "순수한", 고정 크기 3×5 글꼴로, 또는 대부분의 7×5 계산기에서 비례(1×5에서 5×5) 글꼴로 볼 수 있다. 7×5 매트릭스 이하의 단점은 디센더가 있는 소문자가 비실용적이라는 것이다. 11×9 매트릭스는 훨씬 우수한 해상도를 제공하기 위해 자주 사용된다.
- 충분한 해상도의 도트 매트릭스 디스플레이는 일반적인 7세그먼트 숫자 패턴을 에뮬레이션하도록 프로그래밍할 수 있다.
- 더 큰 크기는 5×9 픽셀이며, 많은 "자연 표시" 계산기, 상점 계산대 및 일부 쉰들러 FI MXB 엘리베이터에서 사용된다.

## 같이 보기
- 디스플레이 예시
- 플립 디스크 디스플레이
- 14세그먼트 표시 장치
- 히타치 HD44780 LCD 컨트롤러
- LED 패널
- 16세그먼트 표시 장치
- 군사 요청 양식 출처 번호 2.[6]
- 샤프 주식회사의 상세 설명서.[7]